# Tropidoprion costulatus
Tropidoprion costulatus är en skalbaggsart som först beskrevs av Leon Fairmaire 1901.  Tropidoprion costulatus ingår i släktet Tropidoprion och familjen långhorningar.
Artens utbredningsområde är Madagaskar. Inga underarter finns listade i Catalogue of Life.